# Die Wende

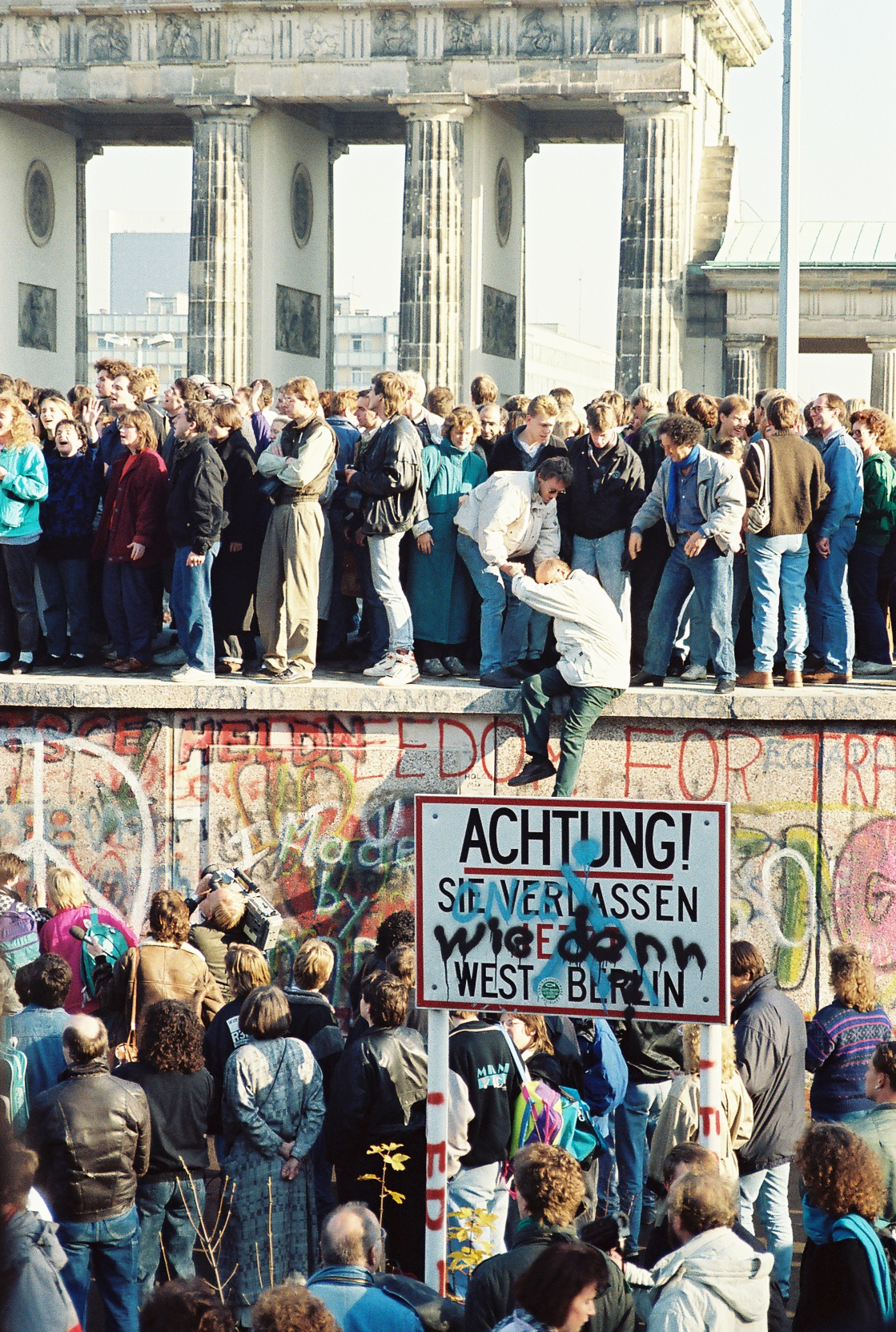
O muro de Berlim e o Portão de Brandemburgo ao fundo em 9 de novembro de 1989.

Die Wende (em alemão: "Mudança") marca o processo completo da mudança do socialismo e da economia planificada para uma economia de mercado capitalista na Alemanha Oriental, em torno dos anos de 1989 e 1990. Ela engloba diversos processos e eventos que mais tarde tornaram-se sinônimos de todo o processo. Estes processos e eventos são os seguintes:
- A revolução pacífica, um momento de protesto e manifestações maciças (Montagsdemonstrationen - "manifestações de segunda-feira" e demonstração Alexanderplatz) contra o sistema político da RDA e dos direitos civis e direitos humanos,[1] no outono de 1989.
- A Queda do Muro de Berlim, em 9 de novembro de 1989 na sequência de uma conferência de imprensa realizada pelo Politburo, durante o qual Günter Schabowski anunciou a abertura de postos de controle fronteiriço.
- A transição para a democracia na Alemanha Oriental, após a revolução pacífica, levando a eleições democráticas a Volkskammer na RDA, em 18 de Março de 1990.[2]
- O processo de reunificação alemã levando à Einigungsvertrag (Tratado de Unificação), em 31 de agosto de 1990, o Tratado Dois Mais Quatro, em 12 de Setembro de 1990 e, finalmente, a união das cinco re-estabelecidas Länder da Alemanha Oriental para a República Federal da Alemanha.

Em retrospectiva, a palavra alemã Wende (que significa "mudança", "ponto de virada"), em seguida, tomou um novo significado; Seit der Wende, "desde a reunificação", ou "uma vez que o Muro caiu", ou "desde a mudança". Este período é marcado por uma ajuda da Alemanha Ocidental para a Alemanha Oriental, atingindo um total de US$ 775,000 milhões em 10 anos. Em certa medida, a Alemanha ainda está no meio do "Nachwendezeit" (período pós-Wende): Diferenças entre o Oriente e o Ocidente continuam a existir, um processo de "reunificação interior" ainda está em andamento.
Este "ponto de virada" marcou a reunificação da Alemanha. O termo foi usado pela primeira vez publicamente na Alemanha Oriental em 18 de Outubro de 1989, em um discurso de líder interino da GDR, Egon Krenz (o termo tenha sido usado na capa da influente revista da Alemanha Ocidental Der Spiegel dois dias antes). Embora inicialmente referiu-se ao final do antigo governo da Alemanha Oriental, Die Wende tornou-se sinônimo com a queda do Muro e do Estado da Alemanha Oriental, e certamente de toda a Cortina de Ferro e do socialismo estatal do bloco de Leste.